# Exochus testaceus
Exochus testaceus là một loài tò vò trong họ Ichneumonidae.